# Berzasca
Berzasca (in tedesco Bersaska, in ungherese Berszászka, in serbo Берзаска?, Berzaska) è un comune della Romania di 3022 abitanti, ubicato nel distretto di Caraș-Severin, nella regione storica del Banato.
Il comune è formato dall'unione di 5 villaggi: Berzasca, Bigăr, Cozla, Drencova, Liubcova.